# HP Prime

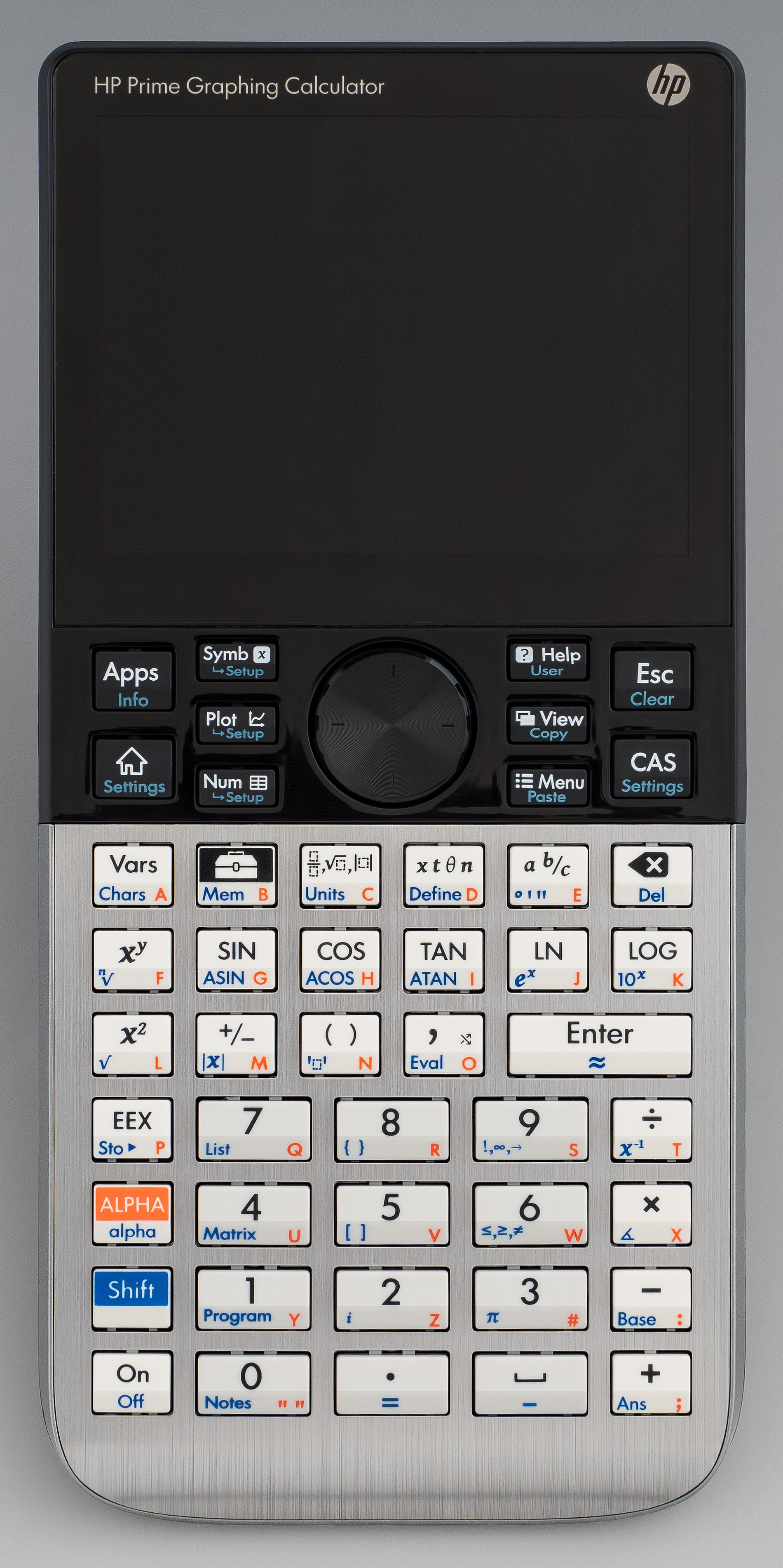
HP Prime

Der HP Prime ist ein programmierbarer Taschenrechner des US-amerikanischen Herstellers Hewlett-Packard (HP).
Der HP Prime wurde 2013 als Nachfolger der beiden Modelle HP 39gII bzw. des professionelleren HP 50g eingeführt. Dies ist die Hardware-Version A des Rechners (Seriennummer NW280AA). Anschließend hat HP im Mai 2014 die Hardware-Version C (Seriennummer G8X92AA), im August 2016 die Hardware-Version C mit verbessertem Farbschema (Seriennummer G8X92AA) und im Juli 2018 die Hardware-Version D (Seriennummer 2AP18AA) veröffentlicht. Die Hardware-Version D, welche als G2 gekennzeichnet wird, zeichnet sich durch einen größeren Akku, einen schnelleren Prozessor sowie größerem Arbeitsspeicher und Flash-Speicher aus.
Der HP Prime zeichnet sich durch Funktionen aus, wie beispielsweise einen Touchscreen und die Erweiterbarkeit durch Apps. Neben einem numerischen Standardmodus enthält der Taschenrechner auch ein Computeralgebrasystem. Es ist dabei möglich, schnell zwischen beiden Modi umzuschalten und Variablen zwischen den Umgebungen auszutauschen.

## Hardware
Im HP Prime G1, dies entspricht den Hardware-Versionen A bis C, wird als Prozessor ein von Samsung gefertigter ARM-Kern (ARM9, 32 bit) mit einer Taktfrequenz von 400 MHz verwendet. Als interner Speicher dient ein 32 MiB großer Baustein des Typs DDR-SDRAM, der von einem 256 MiB großen Flash-Speicher unterstützt wird. Der Taschenrechner misst 18,23 cm × 8,58 cm und gilt mit einer Dicke von 1,39 cm und einem Gewicht von 228 Gramm als dünnstes und kompaktestes mit einem Computeralgebrasystem ausgestattetes Gerät. Er enthält einen Lithium-Ionen-Akku mit 1500 mAh, der über USB aufgeladen werden kann.
HP Prime G2 (Hardware-Version D) ist mit einem 528 MHz schnellen i.MX 6ULL-Prozessor von NXP mit Cortex-A7-Core ausgestattet. Der Arbeitsspeicher wurde auf 256 MiB erhöht und der ROM auf 512 MiB erweitert.
Die USB-Schnittstelle dient auch zur Kommunikation mit Computern, zum Beispiel zur Übertragung von Programmen oder zur Aktualisierung der Firmware.
Darüber hinaus kann über eine Schnittstelle ein Sensor für physikalische Messgrößen angeschlossen werden, auf den über eine bereits enthaltene App zugegriffen werden kann. Auch wird ab dieser Version die direkte Verbindung von Gerät-zu-Gerät mit USB OTG und das Streaming von Sensordaten von maximal 4 Sensoren über den HP StreamSmart 410 (Seriennummer NW278AA) unterstützt.
Der HP Prime verfügt über einen 3,5-Zoll großen Farb-Touchscreen mit einer Auflösung von 320 × 240 Pixeln, der über eine Gestensteuerung bedient werden kann. Bei dem Bildschirm handelt es sich um einen 24-Bit-Bildschirm, der im 16-Bit-Modus betrieben wird. Unterhalb des Bildschirms befindet sich eine alphanumerische Tastatur, die über zwei Umschalttasten oft mehrfach belegt ist. Weitere Optionen werden über im Schirm eingeblendete Menüs ansteuerbar.

## Eingabelogik
Der Rechner unterstützt drei verschiedene Eingabelogiken: die gebräuchliche algebraische Notation, eine der mathematischen Schreibweise ähnliche Notation, welche von HP als Textbuchnotation bezeichnet wird, sowie die umgekehrte polnische Notation (UPN), welche bei diesem Taschenrechner als englisch advanced RPN bezeichnet wird und im Gegensatz zu den Vorgängermodellen wie dem HP 50g mit unlimitierten Stack einen auf 128 Ebenen limitierten Stack aufweist.

## Prüfungsmodus
Der HP Prime kann zur Verwendung in Prüfungen in einen speziellen Prüfungsmodus geschaltet werden. In dieser Betriebsart, die nur nach einem vorher festgelegten Zeitintervall oder durch Eingabe eines Kennworts beendet werden kann, sind bestimmte Funktionen, z. B. Computeralgebrasystem und Programmierbarkeit, abgeschaltet. Der aktivierte Prüfungsmodus wird durch ein Muster leuchtender LEDs an der Rückseite des Rechners signalisiert und ist damit für Lehrer oder Aufsichtspersonen auch aus der Ferne kontrollierbar.
Ab der Hardware-Version C ermöglicht das gesondert zu erwerbende HP Prime Wireless Kit (Seriennummer FOK65AA) die Kontrolle und Interaktion von bis zu 30 HP Prime Taschenrechnern über eine proprietäre Funkschnittstelle, welche nicht zu herkömmlichen WLAN kompatibel ist. Zur Nutzung der Funkschnittstelle wird an jedem der HP Prime Taschenrechner am USB-Port ein spezielles Funkmodul angebracht worüber die Kontrolle und Interaktion der Taschenrechnern von einem zentralen PC mittels proprietärer Software vom Lehrpersonal aus erfolgen kann.

## Programmierbarkeit
Der Rechner kann in einer Pascal-ähnlichen Sprache, bezeichnet als HP PPL für englisch HP Prime Programming Language, oder in neueren Firmwareversionen in Python programmiert werden. Damit können auch eigene Apps entwickelt werden.
Da die Firmware vom HP Prime nicht mehr auf den HP-Saturn-Prozessoren aufbaut, sei es in physischer Form der Saturn-Prozessoren wie bei HP 48 oder in einer Emulation wie bei dem HP 50g, steht die frühere Programmiersprache Reverse Polish LISP (RPL) in Form von User RPL und System RPL nicht mehr zur Verfügung. Die Firmware von HP Prime G2 basiert auf FreeRTOS.

## Emulator
Vom HP Prime gibt es einen Emulator, welcher im Microsoft Store, im Google Play Store und im App Store jeweils in einer kostenfreien und einer kostenpflichtigen Variante erhältlich ist.

## Bilder

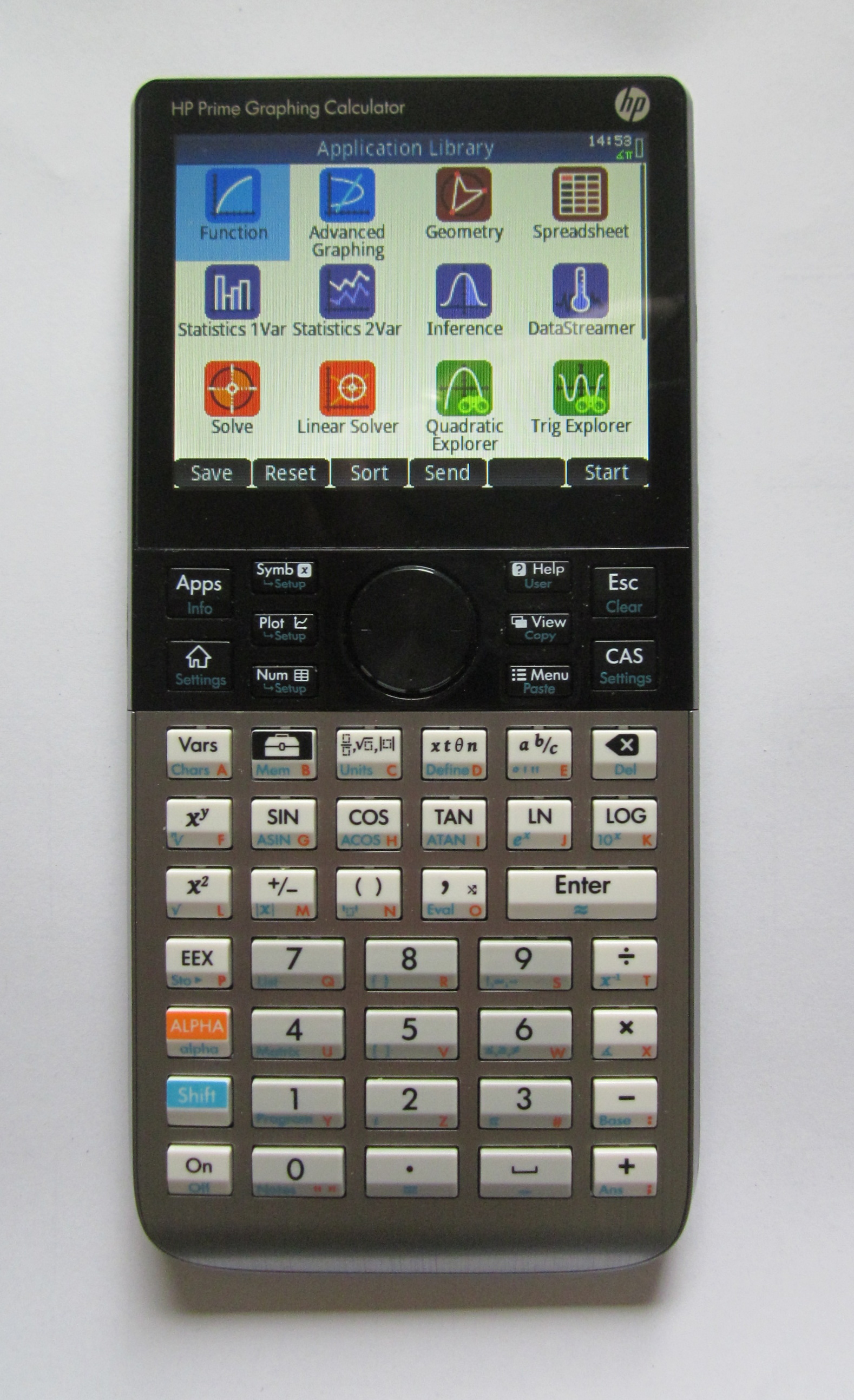
Auswahl mitgelieferter Apps
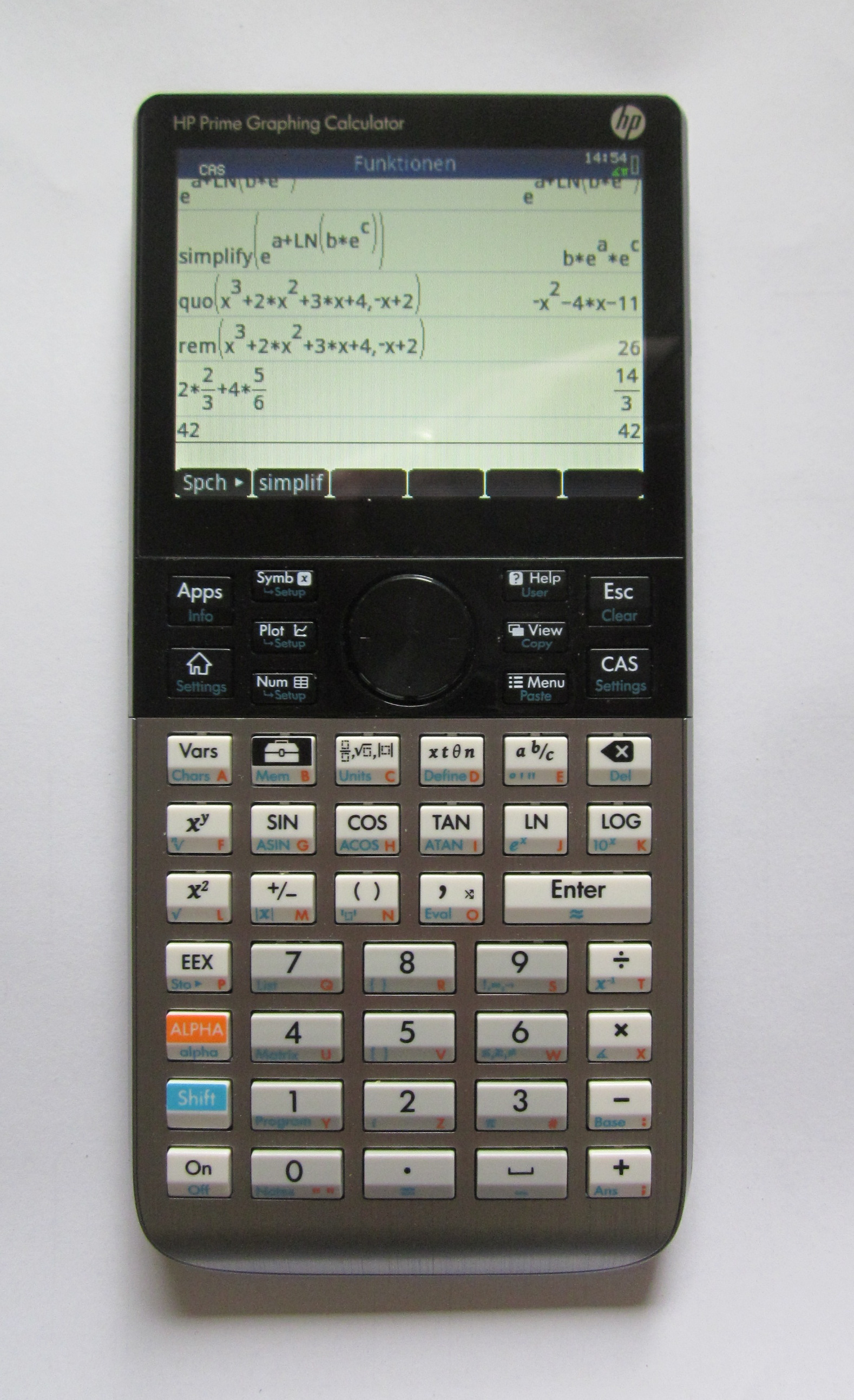
Computeralgebrasystem